# Lijst van gemeenten in Bitlis
Onderstaande lijst bevat alle gemeenten (2000) in de Turkse provincie Bitlis.
| District  | Gemeente  |
| --------- | --------- |
| Adilcevaz | Adilcevaz |
| Adilcevaz | Aydınlar  |
| Ahlat     | Ahlat     |
| Ahlat     | Ovakışla  |
| Bitlis    | Bitlis    |
| Bitlis    | Yolalan   |
| Güroymak  | Gölbaşı   |
| Güroymak  | Günkırı   |
| Güroymak  | Güroymak  |
| Hizan     | Hizan     |
| Hizan     | Kolludere |
| Mutki     | Kavakbaşı |
| Mutki     | Koyunlu   |
| Mutki     | Mutki     |
| Tatvan    | Tatvan    |